# Teresa Pitò
Teresa Pitò (Erice, 6 settembre 1976) è un'ex cestista italiana.

## Carriera
Ha giocato in Serie A1 con Alcamo.